# Anita Jehli

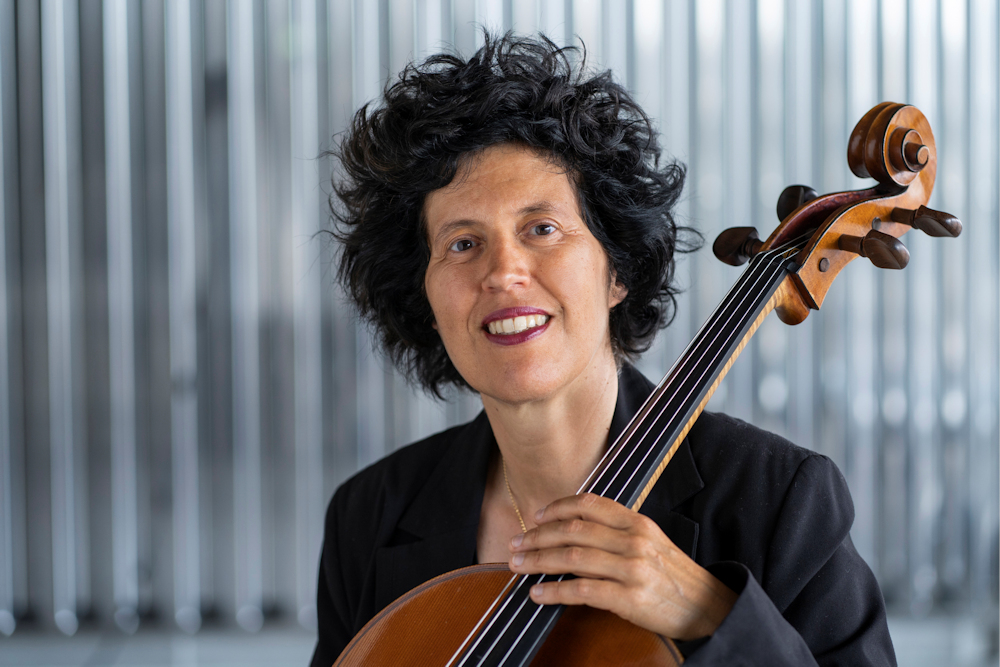
Cellistin Anita Jehli in 2019

Anita Jehli (* 25. April 1966 in Glarus) ist eine Schweizer Cellistin.

## Leben und Wirken
Anita Jehli absolvierte ihre Ausbildung im Fach Violoncello an der Musikhochschule Zürich bei Markus Stocker und Claude Starck und schloss mit dem Konzertdiplom mit Auszeichnung ab.
Später folgten Studien an der Zürcher Hochschule der Künste in den Fächern Barockcello bei Roel Dieltiens und Dirigieren bei Marc Kissóczy (Abschluss DAS Schwerpunkt Orchesterleitung mit Auszeichnung), die Diplomausbildung zur Musikschulleiterin des Verbandes Musikschulen Schweiz, der Abschluss MAS in Arts’ Management an der Universität Basel und CAS Kirchenmusikalische Praxis an der Zürcher Hochschule der Künste.
Heute ist Jehli Solocellistin der Camerata Schweiz und seit 1991 Gründungsmitglied des Ensemble Pyramide, welches sich auf das Aufführen unbekannter oder vergessener Kammermusikliteratur vom Barock bis zur Moderne spezialisiert hat. Mit diesem Ensemble erhielt sie von der Stadt Zürich die kulturelle Auszeichnung „Werkjahr für Interpretation“ zugesprochen.
Ein weiteres Interesse gilt dem Continuospiel, welches Jehli auf dem modernen wie auch barocken Instrument in verschiedenen Formationen in der Schweiz und in Europa ausübt. CD-Aufnahmen mit Anita Jehli sind bei Naxos, Ars Musici, Divox, Brilliantclassics, Intégral Productions und Toccata classics erschienen.
Seit 2005 wirkt sie als Dirigentin des AltstadtOrchesters der Kirchgemeinde Zürich und seit 2013 hat sie die musikalische Leitung von Orchestrina Chur inne. An der Bündner Kantonsschule dirigiert Anita Jehli das Orchester „Orchester compact“.
Jehli engagiert sich als Leiterin verschiedener Musikkurse für Kinder, Jugendliche und Erwachsene in der Villa Jolimont, Erlach, ist als Schulleiterin an der Musikschule Imboden tätig, Stiftungsrätin der Camerata Schweiz und Mitglied der künstlerischen Leitung der  Domleschger Sommerkonzerte.
Sie ist Gewinnerin des Kiwanis-Musikpreises, des Kammermusikpreises des Migros-Genossenschafts-Bundes sowie des Koeckert-Preises für Violoncello der Musikhochschule Zürich. 2019 erhielt sie für ihr künstlerisches Schaffen den Anerkennungspreis der Stadt Chur.

## Diskografie (Auswahl)
- Wolfgang Amadeus Mozart: Kammermusik. Ensemble Pyramide. Brilliant Classics.
- Maurice Ravel, Claude Debussy, Gabriel Pierné: Suites françaises. Kammermusik. Ensemble Pyramide. Divox.
- A Portrait. W. A. Mozart, Jacques Ibert, Maurice Ravel, Henri Dutilleux: Kammermusik. Ensemble Pyramide. Divox.
- Georges Migot: Kammermusik. Ensemble Pyramide. Integral Distribution.
- Franz Krommer: Kammermusik. Ensemble Pyramide. Ars Musici.
- Gao Ping: Chamber Music. Gao Ping (Klavier) und Ensemble Pyramide. Naxos.
- Friedrich Dotzauer: Kammermusik. Ensemble Pyramide. Toccata classics.